# جيمي سيمبسون
جيمي سيمبسون (بالإنجليزية: Jimmi Simpson)‏ مواليد 21 نوفمبر 1975 في نيو جيرسي، الولايات المتحدة، هو ممثل أمريكي بدأ مسيرته الفنية عام 2000.

## روابط خارجية
- جيمي سيمبسون على موقع IMDb (الإنجليزية)
- جيمي سيمبسون على موقع ألو سيني (الفرنسية)
- جيمي سيمبسون على موقع أول موفي (الإنجليزية)
- جيمي سيمبسون على موقع قاعدة بيانات برودواي على الإنترنت (الإنجليزية)
- جيمي سيمبسون على موقع قاعدة بيانات الأفلام السويدية (السويدية)
- جيمي سيمبسون على موقع إن إن دي بي (الإنجليزية)
- جيمي سيمبسون على موقع قاعدة بيانات الفيلم (الإنجليزية)
- جيمي سيمبسون على موقع كينوبويسك (الروسية)